# Seznam ameriških politikov
Seznam ameriških politikov.

## A
Greg Abbott - Martin Abern - Ralph Abernathy - Dean Gooderham Acheson - John Adair - Eric L. Adams - John Adams - John Quincy Adams - Samuel Adams - Jane Addams - Spiro Agnew - George Aiken - Joseph Alioto - Madeleine Albright - Yvette Alexander - Carlos Alvarez - James Armistead - August H. Andresen - Rocky Anderson - Susan Brownell Anthony - Marlene Archer - Dick Armey - Felix D. Arroyo - Chester A. Arthur - Blake Ashby - John Ashcroft - James C. Auchincloss - Lloyd Austin - Stephen F. Austin - Bob Avakian

## B
Bruce Edward Babbitt - John Bachtell - Augustus Octavius Bacon - Ruth Bader Ginsburg - Arthur Pendleton Bagby - Kay Bailey Hutchison - Ella Josephine Baker - Howard Baker - James Baker - Abraham Baldwin - Malcolm Baldrige - Steve Bannon - Ajamu Baraka - Alben W. Barkley - Doug Barnes - Jack Barnes - James Barnes - Bill (William P.) Barr - Bob Barr - Roseanne Barr - William P. Barr - Marion Barry - Ernest W. Barrett - Karen Ruth Bass - Richard Bassett - George Lafayette Beal - Abraham Beame - David Beasley - Max Bedacht - Bill Beeny - Mark Begich - Carol Bellamy - August Belmont - Lisa Bender - Robert T. Bennett - William Bennett - Allan L. Benson - Thomas Hart Benton - Sandy Berger - David Bergland - Scott Bessent - Mario Biaggi - Joe Biden - Rob Bishop - Wilson S. Bissell - Bill de Blasio - James G. Blaine - Rebecca M. Blank - John Blatnik - Antony Blinken - Michael Bloomberg - Richard Blumenthal - Roy Blunt - Cory Booker - John R. Bolton - William P. Bolton - Pam Bondi - Cory Anthony Booker - Newton Booth - John Boozman - Lyle Boren - Muriel Bowser - Barbara Boxer - Kathy Boudin - Elias Boudinot - Elias Cornelius Boudinot - Muriel Bowser - Jon Bramnick - Eugene Branstool - James M. Branum - Marvin Braude - Donna Brazile - John C. Breckinridge - John O. Brennan - Jan Brewer - Daniel Brewster - Styles Bridges - David C. Broderick - Earl Browder - Harold Brown - Jerry Brown - Kate Brown - Pat Brown - Ron Brown - Sherrod Brown - Dewey Phillip Bryant - Zbigniew Brzezinski - Pat Buchanan - Brett Buerck - Joel Britton - Scott Brown - James Buchanan - John Buchanan - James Buckley - Steve Bullock - McGeorge Bundy - Doug Burgum - Charles H. Burke - David G. Burnet - James H. Burnley IV. - William J. Burns - Aaron Burr ml. - Harold Hitz Burton - Sylvia Burwell - Cori Bush - George H. W. Bush - George W. Bush - Jeb Bush - Prescott Bush - Peter Buttigieg - Robert Byrd - Bradley Byrne - Leslie Byrne - James Francis Byrnes

## C
Capri Cafaro - Róger Calero - John C. Calhoun - Rossana Cambron - Carroll A. Campbell Jr. - James Campbell (Postmaster General) - Thomas Mitchell Campbell - Kristie Canegallo - James Patrick Cannon - Allen D. Candler - Eric Cantor - Maria Cantwell - Donald Carcieri - Arne Carlson - Frank Carlucci - Robin Carnahan - Ben Carson - Samuel Price Carson - Ash Carter - Joseph Carter - Jimmy Carter - Bill Cassidy - Joaquin Castro - Julian Castro - Anthony Celebrezze - Paul Cellucci - John Chandler Gurney - Mark Charles - Dick Cheney - Liz Cheney - Mark B. Childress - William Dudley Chipley - Shirley Chisholm - Chris Christie - Warren Christopher - Steven Chu - Vincent Cianci mlajši - David Cicilline - Ed Clark - Ramsey Clark - David A. Clarke - Henry Clay - Thomas Green Clemson - Grover Cleveland - Bill Clinton - George Clinton - Hillary Clinton - Jim Clyburn - Dan Coats - David Cobb - Howell Cobb - William Cochran - Richard Codey - William Cohen - Schuyler Colfax - Philip Schuyler - Susan Collins - Oscar Branch Colquitt - Cornelius Cole - James B. Comey - John Conness - Maurice Connolly - Calvin Coolidge - John Bowden Connailly - Kellyanne Conway - John Conyers - Erastus Corning II. - John Cornyn - Ed Crane - Alan Cranston - Linda W. Cropp - Ted Cruz - Arlie F. Culp - Elijah Cummings - Andrew Cuomo - Mario Cuomo - Andrew Gregg Curtin - Charles Curtis - Robert Cutler

## D
Steve Daines - William M. Daley - George M. Dallas - Teresa Daly - Al D'Amato - Henry G. Danforth - Marc Dann - Tom Daschle - Jefferson Davis - Charles G. Dawes - Mark Dayton - Howard Dean - Jodi Dean - Henry Dearborn - Eugene Victor Debs - Peter DeFazio - John Delaney - Martin Delany - Tom DeLay - Rosa DeLauro - Eugene Dennis - Charlie Dent - George Dern - Ron DeSantis - John M. Deutch - James Devereux -Thomas E. Dewey - Mike DeWine - Samuel Dexter - Edward D. DiPrete - John D. Dingell starejši - John Dingell jr. - David Dinkins - Michael Dixon - Farrell Dobbs - Chris Dodd - Bob (Robert) Dole (1923-2021) - Isidore Dollinger - Jesse M. Donaldson - Mary Donohue - Frederick Douglass - Michael F. Doyle - Michael E. Driscoll - Michael Dukakis - David Duke - John Foster Dulles - Sheridan Downey - Mike Dunleavy - John R. Dunne - Dick Durbin

## E
Lawrence Eagleburger - James Eastland - Dennis Eckart - Dwight David Eisenhower - Allen J. Ellender - Keith Ellison - Robert Ellsworth - Ed Emery - Tom Emmer - Clair Engle - Mike Enzi - Joni Ernst - Mark Esper - William Eustis - Don Evans

## F
James A. Farley (1888-1976) - James T. Farley - Louis Farrakhan - Dianne Feinstein - Noah Feldman - Rebecca Latimer Felton (1835-1930) - Homer S. Ferguson - Mike Ferguson - James E. Ferguson -  Miriam A. Ferguson - Geraldine Ferraro - Barbara Anne Ferris - Millard Fillmore - Thomas Fingar - Eric Fingerhut - Jerry Finnell - Joan Finney - John J. Flanagan - Jacob Sloat Fassett - Margaret Flowers - Michael Flynn - Tom Foley - Gerald Ford - James W. Ford - Vito Fossella - Lafayette S. Foster - William Z. Foster - Donald Fowler - Barbara Franklin - Benjamin Franklin - Bob Franks - John C. Frémont - William P. Frye - Lenora Fulani -  James Wiliam Fulbright - Foster Furcolo - 

## G
Mike Gabbard - Tulsi Gabbard - Guy Gabrielson - Matt Gaetz - Jacob Harold Gallinger - John Garamendi - Eric Garcetti - Robert Garcia - Obadiah Gardner - James A. Garfield - Merrick Garland - Finis J. Garrett - John N. Garner - Marcus Garvey - Robert Gates - Thomas S. Gates Jr. - John Gavin - Walter F. George - Dick Gephardt - Gabrielle Giffords - Jacob H. Gilbert - Kirsten Gillibrand - John Joyce “Jack” Gilligan (1921–2013) - Newt Gingrich - William Henry Gist - Benjamin Gitlow - Rudy Giuliani - Emma Goldman - Barry Goldwater - Al Gore - Louise Gore - Thomas Gore - Paul Gosar - Pete Gosar - Porter Goss - Betsy Gotbaum - /Billy Graham/ - Lindsey Graham - Phil Gramm - Ulysses S. Grant - Chuck Grassley - Ella Grasso - Gordon Gray - Vincent C. Gray - William H. Gray III. - Duff Green - William Green - Arthur H. Greenwood - John Grenier - Raúl Grijalva - Bo Gritz - Asle Gronna - Galusha A. Grow - Frank Joseph Guarini - Elizabeth Gurley Flynn - Carlos M. Gutierrez - William M. Gwin

## H
Stephen Hadley - Chuck Hagel - John Hagelin - John S. Hager - Bill Hagerty - Thomas J. Hagerty - Alexander Haig mlajši - John P. Hale - Nikki Haley - David Hall - Gus Hall - Prince Hall - Nikki Haley - Benjamin F. Hallett - Alexander Hamilton - Andrew Jackson Hamilton - Hannibal Hamlin - Charles E. Hammersley - John Hancock - Charles Hanna - Jeff Hardenbrook - Warren G. Harding - Tom Harkin - John W. Harreld - Michael Harrington - James Harris - Kamala Harris - Benjamin Harrison - Jaime Harrison - Robert H. Harrison - Henry P. Haun - Henry Thomas Helgesen - William Henry Harrison - James L. Hart - Gina Haspel - Howie Hawkins - S. I. Hayakawa - Carl Hayden - Rutherford B. Hayes - Wayne Hays - George Hearst - William Randolph Hearst - Howell Heflin - Pete Hegseth - Richard Helms - Thomas A. Hendricks - Bourke B. Hickenlooper - John Hickenlooper - Joe Hill - Mark Hinkle - Jon Hinson - Garret Hobart - Kathy Hochul - Luther H. Hodges - Tom Hoefling - Francis Hoffman - Larry Hogan - Eric Holder - Elizabeth Holtzman - Lillian Hong - Darlington Hoopes - Herbert Hoover - J. Edgar Hoover -  John Hospers - Sam Houston - James J. Howard - Steny Hoyer - Mike Huckabee - Jane Dee Hull - Cordell Hull - Hubert H. Humphrey - Samuel Huntington - Patrick J. Hurley

## I
Vincent R. Impellitteri - Robert G. Ingersoll - Jim Inhofe - Daniel Inouye - Jay Inslee - Johnny Isakson - Kay Ivey

## J
Andrew Jackson - Jesse Jackson - Letitia James - Jacob Javits - John Jay - Thomas Jefferson - Hakeem Jeffries - John Jenkins - William Jennings Bryan - Andrew Johnson - Gary Johnson - Mike Johnson - Doug Jones - James L. Jones - Jesse H. Jones - Lyndon B. Johnson - Mike Johnson - Richard Mentor Johnson - Roger Johnson - Ron Johnson - Barbara Jordan - Jim Justice

## K
Robert Kagan - George A. Kasem - John Kasich - John Katko - Thomas Kean - Thomas Kean mlajši - Joseph Warren Keifer - Kenneth McKellar - Fred Keller - Frank B. Kellogg - James A. Kelly - Laura Kelly - David M. Kennedy - John F. Kennedy - John L. Kennedy - Joseph Patrick Kennedy - Kerry Kennedy -  P. J. Kennedy - Robert F. Kennedy - Ted Kennedy - John W. Kern - John F. Kerry - Harley M. Kilgore - Jay Kim - Martin Luther King mlajši - Martin Luther King III -  William R(ufus DeVane) King - Paul G. Kirk - Jeane Kirkpatrick - Henry Kissinger - Julie Kitka - John Kline - Amy Klobuchar - Philip Klutznick - William Knowland - Henry Knox - Philander C. Knox - Harold Knutson - Ed Koch - Ray Kogovšek/Kogovsek - Antoinette Konikow - Tina Kotek - William E. Kovacic - Juanita M. Kreps - Thomas Kuchel - Dennis Kucinich - Jon Kyl - Joseph Kyrillos

## L
Edwin F. Ladd - Fiorello H. LaGuardia - Melvin Laird - Anthony Lake - Mirabeau B. Lamar - Nick Lampson - Mary Landrieu - Jeff Landry - Glen Lang - Gloria La Riva - Jim Lark - John B. Larson - Frank Lausche (Lovše) - Rick Lazio - Patrick Leahy - Bill Lee - Joshua B. Lee - Herbert H. Lehman - Jack Lew - John Lewis - Nick Licata - Joe Lieberman - Abraham Lincoln - Benjamin Lincoln - Levi Lincoln Sr. - John Lindsay - George Little - Frank Llewellyn - Frank LoBiondo - Lodge - Dana Loesch - Lana Lokteff - Huey Long - Margarita Lopez - Trent Lott - Mia Love - Jay Lovestone - Robert A. Lovett - Nita Lowey - Joseph Lowery - George Lunt - Howard W. Lutnick - Loretta Lynch

## M
Jeff Mackler - James Madison - Warren Magnuson - Malcolm X - Nicole Malliotakis - Dudley Field Malone - Sean Patrick Maloney - Byron Mallott - Zohran Mamdani - Mike Mansfield - Sebastian Streeter Marble - Vito Marcantonio - Mark Mallory - Mike Mansfield - George C. Marshall - John Marshall - Thomas R. Marshall - Ken Martin - Bob Martinez - Charles Mathias - James (Jim) Mattis - William Gibbs McAdoo - Kevin K. McAleenan - John McCain - Carolyn McCarthy - Joseph McCarthy - Kevin McCarthy - Michael McCaul - George Brinton McClellan - Mitch McConnell - Rose McConnell Long - Ronna McDaniel - James A. McDougall - John McDougall - Ernest McFarland - George McGovern - McHenry - Buddy MacKay - William McKinley - Cynthia McKinney - W. Edwin McMahan - Brien McMahon - H. R. McMaster - Cathy McMorris Rodgers - Robert McNamara - George Meani - Thomas Menino - David Meriwether - Robert H. Michel - Henry Middleton - Barbara Mikulski - Harvey Milk - James C. Miller III. - John Franklin Miller - Mark Miller (Ohio) - Walter Dale Miller - W. Franklin Mitchell - Steven Mnuchin - Carol Molnau - Walter Mondale - James Monroe -  Shelley Moore Capito - Henry Morgenthau - Robert M. Morgenthau - Philip J. Morin III. - Juanita Morris Kreps - Robert Morris - Levi P. Morton - Marcus Morton - Robert Mosbacher - George Moscone - John Moses - Johann Most - Daniel Patrick Moynihan - Robert Mueller - Eric Munoz - S. Sterling Munro mlajši - Frank Murkowski - Lisa Murkowski - George Murphy - Phil Murphy - Patty Murray - Edmund Muskie

## N
Ralph Nader - Janet Napolitano - Tonie Nathan - Geoff Neale - Michael R. Nelson - Huey P. Newton - Paul Nitze - Richard Nixon - Kristi Noem - Oliver North - Sam Nunn - Gerald Nye

## O
Barack Obama - James (Jim) Oberstar - Robert C. O'Brien - Alexandria Ocasio-Cortez - Mark O'Keefe - Ilhan Omar - Tip O'Neill - Beto O'Rourke - James Lawrence Orr - Richard Ottinger - 

## P
Asa Packer - Alex Padilla - Curtis Hidden Page - Thomas Paine - Sarah Palin - Frank Pallone - Alexander Mitchell Palmer - Leon Panetta - Charles Panici - Albert Parsons - Lucy Parsons - Bill Pascrell mlajši - Doug Pasternak - George Pataki - Kash Patel - Deval Patrick - Robert P. Patterson - William Patterson - Rand Paul - Ron Paul - R. David Paulison - Henry Paulson - Tim Pawlenty - Bill Paxon - Nancy Pelosi - Mary Pelotla - Mike Pence - William Penn - William Pennington - Frances Perkins (1880-1965) - Ross Perot (1930-2019) - Rudolph George Perpich (Rudy Perpich) - Tom Perez - George Clement Perkins - Ross Perot - Rick Perry - William Perry - David Petraeus - James D. Phelan - Timothy Pickering - Franklin Pierce - Colonel Charles Pinckney - Charles Pinckney (oče) - James Pinckney Henderson - Frederick Walker Pitkin - Joel Roberts Poinsett - James K. Polk - Mike Pompeo - Rob Portman - Thomas Posey - Norris Poulson - Colin Powell - Anning Smith Prall - Sharon Pratt - William C. Preston - Reince Priebus - Penny S. Pritzker - Roger Atkinson Pryor - William E. Purcell

## Q
Dan Quayle - Al Quie (Albert Harold Quie)

## R
Gina Marie Raimondo - Alexander Ramsey - Robert Ramspeck - Edmund Randolph - Peyton Randolph - Jeannette Rankin - John E. Rankin - John Ratcliff -  William Cox Redfield - Bill Redpath - Ronald Reagan - Donald Regan - B. Carroll Reece - Jonathon Tate Reeves - Harry Reid - Ed Rendell - Janet Reno - John Rensenbrink (1928-2022) - Hiram Rhodes Revels - Condoleezza Rice - Kathleen Rice - Susan Rice - Elliot Richardson - William Cabell Rives - Frank Rizzo - Pat Roberts - James Robertson - James L. Robinson - John Robinson - Martha Roby - Jay Rockefeller - Nelson Rockefeller - Mitt Romney - Eleanor Roosevelt - Franklin Delano Roosevelt - Theodore Roosevelt - Jeffrey Rosen - John Ross (Koo-wi-s-gu-wi) - Wilbur Ross - Angelo Joseph Rossi - John H. Rousselot - Robert Edward Rubin - Marco Rubio - Donald Rumsfeld - Hardin Richard Runnels - Richard Rush - Richard Russell Jr.- John Rutledge - Dean Rusk - Thomas Jefferson Rusk - Bayard Rustin - C. E. Ruthenberg - Paul Ryan -

## S
Pierre Salinger - Leverett Saltonstall - Bernie Sanders - Brian Sandoval - Aaron A. Sargent - Nicholas Sarwark - Charles Sawyer - Steve Scalise - Edward T. Schafer - Max Shachtman - James H. Scheuer - Adam Schiff - Phyllis Schlafly - James R. Schlesinger - Patricia Schroeder - Chuck Schumer - Mae Schunk - Carl Schurz - Thomas Scott - Tim Scott - Coretta Scott King - Brent Scowcroft - Arnold Schwazenegger - Bobby Seale - Jeff Seemann - Jeff Sessions - William Seward - John Seymour - Assata Shakur - Donna Shalala - Patrick M. Shanahan - Josh Shapiro - Al Sharpton - Richard Shelby - James S. Sherman - John Sherman - Roger Sherman - Mike Shoemaker - Samuel M. Shortridge - George P. Shultz (1920-2021) - Chuck Schumer - Fred Shuttlesworth - Daniel Sickles - Isaac Siegel - Joe Sims - Joe Skubitz (Skubic) - Louise McIntosh Slaughter - Roger Snyder - Hilda Solis - Burleigh F. Spalding - John Sparkman - Richard B. Spencer - August Spies - Eliot Spitzer - Leland Stanford - Maurice H. Stans - Elise Stefanik - William Steiger - Jill Stein - Charles Steele Jr. - Alexander H. Stephens - Ted Stevens - Adlai Ewing Stevenson - Henry L. Stimson - Benjamin Stoddert - Jim Stork - Thomas M. Storke - Scott Stringer - Jake Sullivan - John Sullivan - Thomas Sumter -William H. Sutphin - Maria Svart - Eric Swalwell - Richard Swett -

## T
Robert A. Taft - William Howard Taft - Edward Allen Tamm - Roger B. Taney - Ellen Tauscher - Zachary Taylor - Emma Tenayuca - George Tenet - Joseph M. Terrell - Brian R. Thomas - Elmer Thomas - Norman Thomas - John Thune - Strom Thurmond - Rashida Tlaib - Rex Tillerson - Gideon Tomlinson - Paul Tonko -  A. C. Townley - Chris Trakel - William Trautmann - Harry S. Truman - Donald Trump -  Sterling Tucker - John V. Tunney - Thomas M. Tunney - Mike Turner - John Tyler - Jarvis Tyner

## U
William Usery mlajši - Beverly M. Vincent - John A. Volpe

## V
Martin Van Buren - Chris Van Hollen - Cyrus Vance - James David Vance - Ann Veneman - Jesse Ventura (James George Janos)  - Fred M. Vinson - George Voinovich

## W
James Wolcott Wadsworth Jr. - Robert F. Wagner Jr. - W. W. Herenton - Davis Hanson Waite - George Wallace - Henry A. Wallace - Bill Walker - Prentiss Walker - Scott Walker - Tim Walz - Marcus Lawrence Ward - Mike Waltz - Timothy Walz - Lou Wangberg - Earl Warren - Elisabeth Warren - Henry Washburn - Booker T. Washington - George Washington - Harold  Washington - Walter Washington - Debbie Wasserman Schultz - Thomas E. Watson - Otha Wearin - James B. Weaver - Sam Webb - William H. Webster - Sinclair Weeks - Caspar Weinberger - John B. Weller - Lynn Wells - Cornel West - Joseph Weydemeyer - William A. Wheeler - John C. White - Wallace H. White Jr. - Christine Todd Whitman - Gretchen Whitmer - Jamie Whitten - Roger Wicker - William Williams - Marianne Williamson - Charles Erwin Wilson - John A. Wilson - Henry Wilson - Mark Wilson - Pete Wilson - Woodrow Wilson - Henry Winston - Oliver Wolcott Jr. - Tom Wolf - George Tyler Wood - Victoria Woodhull - Harry Hines Woodring - R. James Woolsey Jr. - Jim Wright - Bill Wyatt - Hattie Wyatt Caraway

## Y
William Lowndes Yancey - Sally Yates - Andrew Yang - Janet Yellen - Andrew Young - Dan Young

## Z
Lorenzo de Zavala? - Herbert Zelenko - Charles S. Zimmerman (1896–1983)